# Turiaçu
Turiaçu é um município brasileiro do estado do Maranhão.Ele teve a população de 33 956 habitantes (Censo IBGE 2010).

## História
Anteriormente, houve duas tentativas de povoamento sem êxito onde hoje se localiza a área do município de Turiaçu. Essas foram frustradas pela ação dos indígenas teremembeses que defenderam seu território, como também por um surto de varíola de grandes proporções. Na área, os jesuítas mantinham Missão de catequese.
O primeiro núcleo demográfico de Turiaçu, de acordo com o Professor Robson Campos Martins, data de 1655 e estava localizado à margem esquerdo do rio Turiaçu, na confluência do Paruá e margeando a estrada Viana-Belém, e recebeu o nome de Missão Jesuíta São Francisco Xavier do Turiaçu.
Em 1679, o então Governador do Maranhão, Inácio Coelho da Silva, destacou uma expedição ao território, que levou ao extermínio dos teremembeses. Adiante, Turiaçu continuou a ser missão e ponto militar. 
Em 13 de fevereiro de 1834, quando Turiaçu estava sob o domínio do Pará, foi instalada a vila de Turiaçu. E Turiaçu foi elevado à condição de cidade e município pela lei provincial nº 897 de 11 de julho de 1870. Entre os tantos filhos ilustres de Turiaçu, destacaremos: D. Joaquim Gonçalves de Azevedo, que chegou a ser Arcebispo Primaz do Brasil; José Gonçalves de Oliveira, que escreveu, entre outras obras, "Traçado das estradas de ferro no Brasil"; e Luís Antônio Domingues da Silva, que foi governador do Maranhão de 1910 a 1914.
Segundo o Frei Francisco de Nossa Senhora dos Prazeres, no Dicionário da Língua Geral, a origem do nome é tory, que significa “tacho”. Pelas tradicionalidades do povo local, turiaçu significa “tacho grande”.

## Geografia

### Clima
Segundo dados do Instituto Nacional de Meteorologia (INMET), a menor temperatura registrada em Turiaçu foi de 18,7 °C em 24 de junho de 1983, e a maior atingiu 36.5 °C em 4 de outubro de 2016. O maior acumulado de precipitação em 24 horas atingiu 218,2 milímetros (mm) em 27 de março de 2008. Outros acumulados iguais ou superiores a 150 mm foram 191,9 mm em 11 de abril de 1985, 174,2 mm em 30 de abril de 2009, 173,3 mm em 7 de abril de 2002, 172,2 mm em 22 de março de 1979, 166,9 mm em 14 de março de 2006 e 154,9 mm em 8 de janeiro de 2011. Fevereiro de 1980 foi o mês de maior precipitação, com 905,5 mm.
| Dados climatológicos para Turiaçu (OMM: 82198) | Dados climatológicos para Turiaçu (OMM: 82198) | Dados climatológicos para Turiaçu (OMM: 82198) | Dados climatológicos para Turiaçu (OMM: 82198) | Dados climatológicos para Turiaçu (OMM: 82198) | Dados climatológicos para Turiaçu (OMM: 82198) | Dados climatológicos para Turiaçu (OMM: 82198) | Dados climatológicos para Turiaçu (OMM: 82198) | Dados climatológicos para Turiaçu (OMM: 82198) | Dados climatológicos para Turiaçu (OMM: 82198) | Dados climatológicos para Turiaçu (OMM: 82198) | Dados climatológicos para Turiaçu (OMM: 82198) | Dados climatológicos para Turiaçu (OMM: 82198) | Dados climatológicos para Turiaçu (OMM: 82198) |
| Mês | Jan                                            | Fev                                            | Mar                                            | Abr                                            | Mai                                            | Jun                                            | Jul                                            | Ago                                            | Set                                            | Out                                            | Nov                                            | Dez                                            | Ano                                            |
| --- | ---------------------------------------------- | ---------------------------------------------- | ---------------------------------------------- | ---------------------------------------------- | ---------------------------------------------- | ---------------------------------------------- | ---------------------------------------------- | ---------------------------------------------- | ---------------------------------------------- | ---------------------------------------------- | ---------------------------------------------- | ---------------------------------------------- | ---------------------------------------------- |
| Temperatura máxima recorde (°C) | 35,5                                           | 34,6                                           | 35,3                                           | 34,4                                           | 34,5                                           | 34,1                                           | 34,1                                           | 33,8                                           | 35,3                                           | 36,5                                           | 35,9                                           | 35,9                                           | 36,5                                           |
| Temperatura máxima média (°C) | 31,1                                           | 30,5                                           | 30,1                                           | 30,3                                           | 30,8                                           | 31                                             | 30,9                                           | 31,4                                           | 31,9                                           | 32,3                                           | 32,5                                           | 32,2                                           | 31,3                                           |
| Temperatura média compensada (°C) | 26,9                                           | 26,5                                           | 26,2                                           | 26,2                                           | 26,6                                           | 26,5                                           | 26,5                                           | 26,9                                           | 27,1                                           | 27,5                                           | 27,8                                           | 27,7                                           | 26,9                                           |
| Temperatura mínima média (°C) | 23,6                                           | 23,2                                           | 23,1                                           | 23                                             | 23,2                                           | 23                                             | 22,9                                           | 23,5                                           | 23,9                                           | 24,1                                           | 24,3                                           | 24,1                                           | 23,5                                           |
| Temperatura mínima recorde (°C) | 18,9                                           | 18,9                                           | 19,3                                           | 19,4                                           | 19,7                                           | 18,7                                           | 19                                             | 20,1                                           | 20                                             | 20,3                                           | 20,7                                           | 19,5                                           | 18,7                                           |
| Precipitação (mm) | 208,5                                          | 307,3                                          | 458                                            | 418,2                                          | 301                                            | 215,4                                          | 155,7                                          | 49                                             | 15,4                                           | 8,9                                            | 7,1                                            | 53                                             | 2 197,5                                        |
| Dias com precipitação (≥ 1 mm) | 13                                             | 18                                             | 22                                             | 22                                             | 20                                             | 17                                             | 15                                             | 6                                              | 2                                              | 1                                              | 2                                              | 4                                              | 142                                            |
| Umidade relativa compensada (%) | 84,6                                           | 87,3                                           | 89,6                                           | 90,2                                           | 88,4                                           | 87,1                                           | 85,9                                           | 82,6                                           | 79,3                                           | 78,1                                           | 78,2                                           | 79,4                                           | 84,2                                           |
| Insolação (h) | 160,6                                          | 122,7                                          | 114,9                                          | 111,4                                          | 153,2                                          | 192,1                                          | 219,4                                          | 254,7                                          | 254,5                                          | 254,7                                          | 242,2                                          | 214,8                                          | 2 295,2                                        |
| Fonte: Instituto Nacional de Meteorologia (INMET) (normal climatológica de 1981-2010; recordes de temperatura: 01/01/1961 a 31/12/1963 e a partir de 01/10/1976) |                                                |                                                |                                                |                                                |                                                |                                                |                                                |                                                |                                                |                                                |                                                |                                                |                                                |